# نورمر (فیلم ۲۰۰۶)
«نورمر» (آلمانی: NimmerMeer) فیلمی در ژانر درام است که در سال ۲۰۰۶ منتشر شد.